# La Isla Bonita (Madonna-dal)
A La Isla Bonita (magyarul: A gyönyörű sziget) az amerikai énekesnő Madonna ötödik és egyben utolsó kimásolt kislemeze a harmadik True Blue című stúdióalbumáról. A dal producere Madonna és Patrick Leonard voltak, valamint a dalírásban Bruce Gaitsch is közreműködött. A dal 1987. február 25-én jelent meg a Sire Records kiadásában. A dal instrumentális verzióját először Michael Jacksonnak ajánlották fel, mielőtt Madonna elfogadta volna, és megírta volna a dalszövegeket, és a dallamot hozzá. A "La Isla Bonita" az első olyan Madonna dal, mely latin-effektusokat tartalmaz, kubai dobokkal, és spanyol gitárral, valamint maracas, harmonikus hangszerekkel, és szintetizátor, dob keverékével. A dal szövege egy gyönyörű szigetről szól, Madonna szerint pedig tisztelgés a latin szépségekért.
A dal megjelenése után pozitív kritikákat kapott a zenekritikusoktól, és egyúttal Madonna 4. első helyezést elért dala lett az Egyesült Királyságban, valamint a legtöbbet eladott kislemez volt, mit női előadó valaha elért. A dal Ausztriában, Kanadában, Franciaországban, Németországban, Izlandon, és Svájcban is top sláger lett, miközben Belgiumban, Írországban, Hollandiában, Új-Zélandon, Norvégiában, Svédországban, és az Egyesült Államokban Top 5-ös helyezést ért el. 1987-ben Európában a legkelendőbb kislemez volt.
A dalhoz készült videóklipben Madonna két ellentétes szereplőt ábrázol. Egy fiatal, jámbor katolikus nőt, és egy elbűvölő szenvedélyes latin nőt. A latin stílus és andalúziai flamenco vörös ruha később trendi lett. A dal Madonna egyik legeredményesebb dala, melyet nyolc világturnén adott elő, legutóbb a The Celebration Tour (2023–2024) keretein belül. A dalt Madonna rendszeresen előadta spanyol nyelven, néha törzsi, vagy népi dalokkal, remixekkel. A dalt számos művész feldolgozta, vagy előadta a világ minden táján, köztük Byanka (Mexikó) Elvy Sukaesih (Indonézia) és Alizée (Franciaország)

## Dalírás és inspiráció

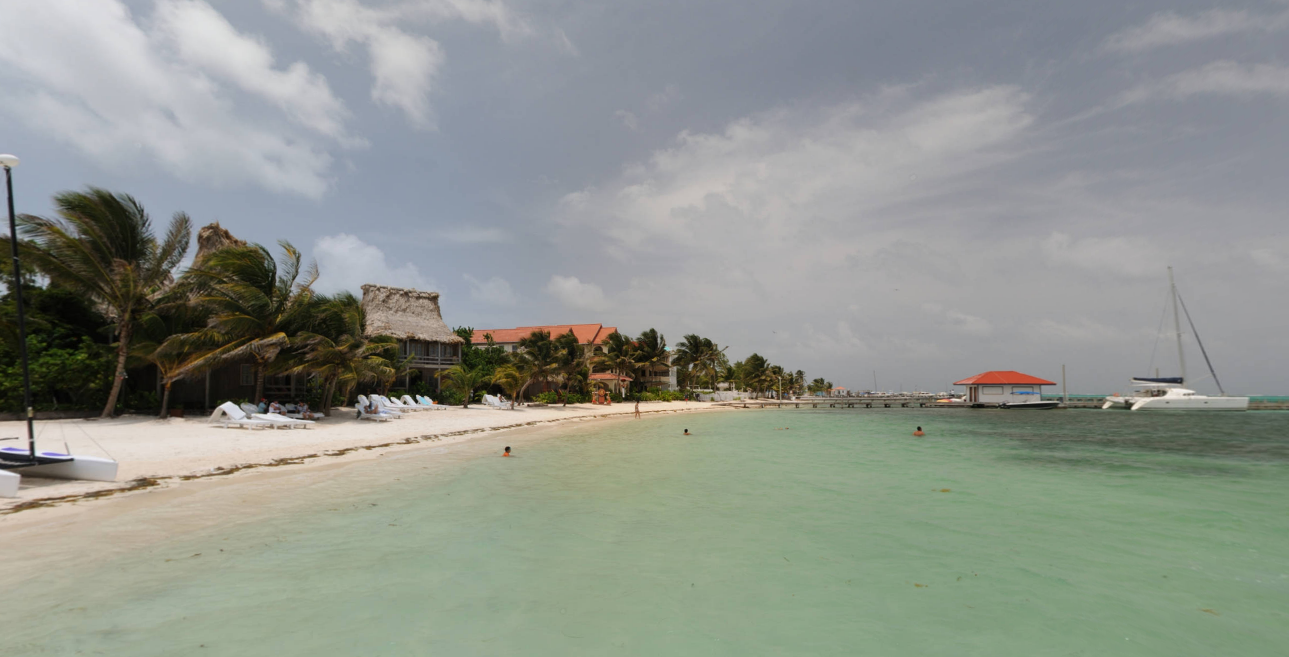
A San Pedro város Ambergris Caye szigetén, melyről a dal szól.

A "La Isla Bonita" című dalt Madonna, Patrick Leonard, és Bruce Gaitsch írták. Az eredeti változatot először Michael Jacksonnak ajánlották a "Bad" című albumára, de ő elállt tőle. Madonna miközben Leonarddal dolgozott a "True Blue" című albumon, Madonna elfogadta a dalt, és megírta a dalszövegeket, valamint a dallamot. A "La Isla Bonita" volt az első olyan dal, mely spanyol motívumokat tartalmazott, olyannyira, hogy spanyol nyelvű dalszövegek is fellelhetőek benne. Madonna elmondása szerint: "Szinte mindenben egyet értünk, amit Patrick Leonard-dal készítek, lehet az uptempo, vagy latin ritmusú dal, vagy érzés. Igazán furcsa [...] Mindketten ugyanúgy gondoljuk, mintha latinok lennénk egy másik életben". Majd Madonna hozzátette:

Szeretem a spanyol zenét. Szeretem a Gipsy Kings-et. Annyira nagyszerűek. Szeretek spanyolul énekelni, nagyon befolyásol a spanyol zene. Amikor sok évig New York-ban éltem, állandóan salsa-t, és merengue-t hallgattam. Úgy éreztem, hogy ez a dallam folyamatosan robbant az utcán mindenki rádiójából. 

Néhány rajongó úgy értelmezte a dalt, hogy a belizei Ambergris Caye szigetén található San Pedro városáról szól a dal. Madonna azonban tisztázta ezt a Rolling Stone újságnak: "Nem tudom, hogy van San Pedro. Abban a pillanatban nem az az ember voltam, aki nyaralni megy a gyönyörű szigetekre. Lehet éppen a stúdió felé tartottam." A dalt Madonna a latin-amerikai emberek szépségének, és rejtélyének a tiszteletére írja le.

## Összetétel
A "La Isla Bonita" egy spanyol stílus dal, mely Madonna és Patrick Leonard közös műve. A dalban különféle hangszerek hallatszódnak, mint például kubai dobok, és spanyol gitár, a maracas, valamint szintetizátor és dobhangok. A dal C ♯ mollban van írva, mérsékelt tempóban 100 BPM / perc ütemben.
A "La Isla Bonita" zenés bevezetővel kezdődik, a végén pedig bongo dobok hallatszanak, illetve kasztanyetta hangja is hallatszik. Madonna ugyanabban a  G ♯ 3 – C ♯ 5 hangtartományban énekli a dalt, miután a második refrén után spanyol gitár közjátéka hallatszik, majd Madonna hangja F ♯ hangtartományú, kisebb, mint korábban,amikor a "I want to be where the sun warms the sky" szöveget énekli, majd  C ♯ hangtartományba kerül a hangja, a "loves a girl" szövegnél. A dalban lévő szájharmonikás résznél a dal egy újabb kórus után elhalványul, és Madonna spanyolul szólal meg a dalban: "Él dijo que te ama (Azt mondta, szeret téged)". A dalban Paulino da Costa játszott ütőhangszereken, valamint Jonathan Moffett dobokkal. Michael Verdick pedig összehozta az egész hangzást.
A "La Isla Bonita" magyarul "Gyönyörű sziget"-et jelent. A dal négy részből áll, melyet Madonna spanyolul énekelt, mely később megjelent az 1987-es "Who’s That Girl" című kislemezen is. A dalszöveg azzal kezdődik, hogy Madonna mint turistaként imádkozik, hogy a napok gyorsan menjenek, és elkülönítik a többi Latin embert tőle.  Sheila Whiteley úgy gondolja, hogy a dal kórusa az inkantatív jelenlévőkre helyezi a hangsúlyt. ("Tropical the island breeze, all of nature wild and free, this is where I long to be"). 2014-ben Madonna a Rebel Heart stúdióalbumán Diplo volt a producer, és rögzítette a "La Isla Bonita" című dalt új dalszövegekkel a Major Lazer projekthez. Diplo a teljes változatot 2015 márciusában mutatta be a BBC Radio 1 műsorában.

## Kritikák
A The Immaculate Collection című válogatáslemezt hallgatva David Browne az Entertainment Weeklytől azt mondta, hogy a dal olyan mint amikor Carmen Miranda az MTV-n mozog.  A Slant magazin zenekritikusa Sal Cinquemani a True Blue album áttekintése közben úgy gondolta, hogy a dal az egyik legnagyobb és befolyásosabb időtlen dal. Maury Dean a Rock 'n' Roll Rush című könyvében dicsérte a dalt, és azt mondta, hogy ez Madonna spanyol altatódala. Virágzó románc, hangulatos menedék a pálmafák alatt. Kemény dallamok ezek, melyeket a legtöbb férfi egy vállrándítással elrendez.
Rikky Rooksby a The Complete Guide to the Music of  Madonna című könyvében a dalt kis "escapismusnak" nevezte. Dawn Keetley a Public Women, Public Words című könyvében a dalt Madonna egyik legtökéletesebb dalának nevezte, mely a belső érzelmi életét mutatja be.  William McKeen a dalt nyugodtnak, és az "Up on the Roof2 típusú képzeletbeli menekülést mutatja a város szikrájából, olyan latin ízű "édességekből", melynek Blondie soha nem tudott ellenállni. Ken Barnes a Creemtől úgy írta le a dalt, hogy ez nem az "Open Your Heart" de mégis tükröződik a dalban, és minősége meghaladja a déli határok kliséit.
Jon Pareles a The New York Times-től elmondta, hogy a "La Isla Bonita" Madonna egyik legbarátságosabb szerelmi dala. Don McLeese a Chicago Sun-Times-től elmondta, hogy az albumon ez a legjobb dal, és a legemlékezetesebb. Steve Morse a The Boston Globe-től úgy gondolta, hogy ez a legszebb dal. Joey Guere a Houston Cronichle-től úgy gondolta, miközben Madonna Sticky & Sweet turnéjának dalait vizsgálta, hogy a dal valódi retró dal. Marty Racine úgy gondolta, hogy a dal kiemelkedik az album többi dalától.

## Sikerek
A "La Isla Bonita2 a 49. helyen debütált, és három egymást követő héten elérte a 4. helyezést az amerikai Billboard Hot 100-as kislemezlistán 1987 májusában. A dal a második No. 1. kislemez siker volt az Adult Contemporary listán az 1986-os Live to Tell után. Ez lett Madonna 11. egymást követő Top 5-ös slágere, melyet csak a The Beatles és Elvis Presley tudtak felülmúlni. A dal sikeres volt a  Hot Dance Singles kislemezlistán is, ahol az első helyezést érte el. Kanadában a dal a 74. helyen debütált 1987. április 4-én, és a 10. héten elérte a slágerlista csúcsát 1987. június 6-án, maradva a slágerlistán még 25 hétig. Az 1987. évi összesített RPM listán a dal a 22. helyezést érte el.
Az Egyesült Királyságban a "La Isla Bonita" két hétig volt első helyezett, így ez lett Madonna 4. első helyezést elért dala. Ezidáig Madonna az egyedüli művész akinek a brit toplista történetében a legtöbb első helyezést elért dala szerepelt a listán. A dalt a 250.000 eladott példányszám alapján a Brit Hanglemezgyártók Szövetsége ezüst minősítéssel jutalmazta. A hivatalos adatok szerint a kislemezből ezidáig 435.000 példányt adtak el az Egyesült Királyságban.
A "La Isla Bonita" volt Madonna első számú dala Franciaországban, ahol 1987 júliusában három hétig volt helyezett. A Syndicat National de l'Édition Phonographique (SNEP) arany minősítéssel jutalmazta az 500.000 eladott példányszámot. A dal továbbra is Madonna legkelendőbb kislemeze az országban, több mint 771.000 eladott darabszámot produkálva. Európában a "True Blue" album 4. slágere lett, és három hétig volt slágerlistás első helyezés. Ezáltal 1987 legkelendőbb kislemeze lett Európában. A dal Svájcban, Belgiumban, és Ausztriában is slágerlistás első volt. Top 5-ös volt Írországban, Hollandiában, Norvégiában, és Svédországban is. Top 10-es Spanyolországban.

## Videóklip
A videoklipet 1987 márciusában forgatták Los Angelesben, melyet Mary Lambert rendezett, aki már számos Madonna videót készített, köztük a Borderline, Like a Virgin, Like a Prayer címűeket.  A videó először az MTV csatorna történetében a legtöbbet játszott klip lett az egymást követő 20 hét során.  A klipben több latin ember látható, melyet Madonna az ablakon keresztül nézett. A videóban két különféle karaktert ábrázolnak. Egy rövid hajú katolikus nőt, és egy flamenco táncost. A karakterek ábrázolásukban teljesen ellentétesek, amit a karakterek két ellentétes beállítása hangsúlyoz. A videóban egy berendezetlen szobát látunk, oltárral, és a falon spanyol emberek képeivel. Madonna sápadt, fiatal nőt játszik, fehér ruhában, rövid haja pedig hátrafésült. Vonakodva figyelmen kívül hagyja az utcán lévő latinok meghívását, hogy csatlakozzon hozzájuk.
Az első karakter ábrázolásának szigorúsága és passzivitása ellentmond a második karakter szenvedélye és aktivitása ellen. Ebben az ábrázolásban Madonna egy piros nagyméretű andalúz stílusú ruhában van, mely dekoltázsát mutatja be, középen elválasztva a szoknyától, miközben vörös szegfűt visel a hajában. A második beállítás egy fényes, vörös szobát mutat, piros gyertyákkal, és gyertyatartókkal. Míg a lelkes jámbor Madonna félénken figyeli a latinokat, és csendesen imádkozik szobájában, a szenvedélyes Madonna táncol, és elhagyja a szobát, hogy csatlakozzon az utcai táncosokhoz.
Úgy tűnik, hogy mindkét beállítás azt sugallja, hogy Madonna karakterei külterületen (barrio) élnek, és maguk is latinok. Madonna a táncjelenetekben való ábrázolása (buja, mutatós, színes) ellentétben áll a utcai latinokkal (ritka, elhasználódott ruhák), miközben táncol, sőt flörtöl, de nem igazán közösködik velük,  mivel az utolsó jelenetben Madonna táncol.  A videó a latin kultúra és a katolicizmus közötti kapcsolatot jelképezi. A két karakter a katolicizmus visszafogott, és szenvedélyes oldalait szimbolizálja, melyet Madonna vallásának átvállalásaként írnak le.
A videó latin sztereotípiákkal van ábrázolva, mint a rosszindulatú emberek, munkanélküli felnőttek, iskolai végzettséggel nem rendelkező gyermekek, és a külváros lakói. A klipet számos negatív kritika érte, amiatt, hogy a spanyol divatot a szépség és romantika ikonjaként használta fel. Collen McDanell könyvében azt írta, hogy Madonna katolikus tárgyakat használ a videóban, mint például gyertyatartók, és otthoni szentélyeket. Douglas Kellner szerző megjegyezte: "Az ilyen multikulturális és kulturálisan transzgresszív lépések rendkívül sikeresnek bizonyultak, amelyek a nagy és változatos ifjú közönséget vonzottak. Madonna andalúz megjelenése népszerűvé vált, megjelentek az akkori divattrendekben a bolerós, réteges szoknyák, melyeket rózsafüzérrel, gyöngyökkel, és feszületekkel díszítettek, mint a videóban is.

## Élő előadások

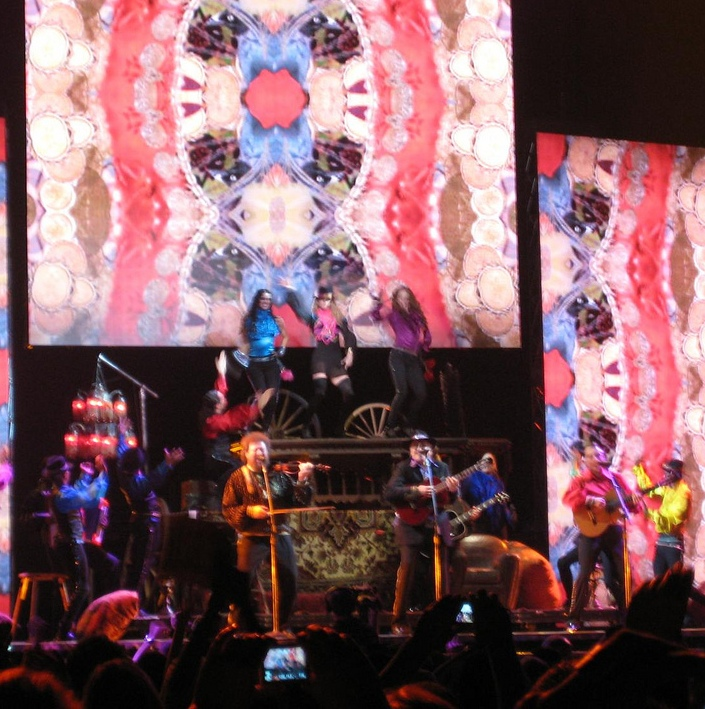
Madonna előadja a dalt a Sticky & Sweet turnén (2008)

Madonna a dalt a legtöbb világturnén előadta. Először az 1987-es Who’s That Girl World Tour-on az encore részeként adta elő. Madonna egy világos piros flamenco ruhában volt, a videóhoz hasonlóan. Az dalt Niki Haris, és Donna De Lory és Debra Person közreműködésével adta el az énekesnő. A turné dalának két változata került rögzítésre. Az egyik a Who’s That Girl: Live in Japan, melyet 1987. június 22-én rözgítettek Tokióban, a másik pedig Olaszországban került rögzítésre 1987. szeptember 4-én. Az 1993-as The Girlie Show-n Madonna az "I'm Going Bananas" című dal után adta elő a dalt. Kék és fehér csíkos inget viselt, és Haris és De Lory is hasonlóan voltak felöltözve, de ők fekete-piros csíkos ingben voltak. Az egyik zenész meztelen felsőtesttel sétált a színpadon akusztikus gitárral a kezében.
A 2001-es Drowned World Tour-on a "La Isla Bonita" a show latin szegmensében került előadásra. Madonna fekete szenorita ruhában, és nadrágban, spanyol gitárral a kezében. Azt kérte a közönségtől, hogy énekeljenek együtt, miközben az "olé ola" -t énekelte a dal közben. A 2006-os Confessions Tour-on Madonna egy lila ruhában, kibontott hajjal énekel, majd a táncosok csatlakoznak hozzá, és énekelnek, közben a színpadon járkálnak. Az előadás azzal ér véget, hogy Madonna lefekszik a színpadon. A videó hátterében egy trópusi paradicsomot mutatnak, mint például a dalban San Pedro szigete.

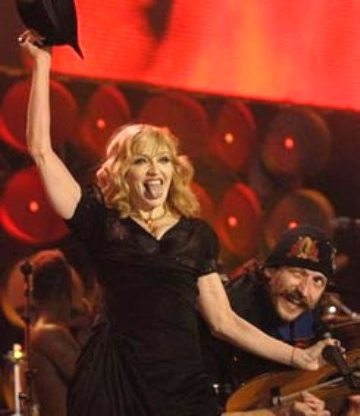
Madonna előadja a dalt a Live Earth nevű jótékonysági koncerten (2007)

Madonna a 2007-es Live Earth jótékonysági koncerten a Wembley Stadionban a Gogol Bordello nevű cigány punk csapattal adta elő a dalt. A dal szerepelt a 2008–2009-es Sticky & Sweet Tour dallistáján, a műsor "cigány" szegmensének részeként, a hol az Arkady Gips együttessel lépett fel elénekelve a "Lela Pala Tute" nevű cigány népdalt. Az előadás során Madonna rövid, fekete csíkos ruhában, térdig érő csizmában jelent meg, rózsaszín fluoreszkáló gyöngyökkel, és nyakláncokkal. A "Lela Pala Tute" mellett egy mediterrán utcai partit is imitáltak görög tánccal, egy másik cigány dal, a "Doli Doli" flamenco-s előadása közben.
A dal flamenco változatát a Rebel Heart Tour részének harmadik szakaszában adták elő. A ruhákhoz Madonna egy spanyol varró céget hívott meg Zaragozából, hogy két bikaviador jelmezt varrjanak, valamint egy köpenyt és a matadorhoz kapcsolódó jelmezeket a háttértáncosok számára.  Jordan Zivitz a Montreal Gazette-től dicsérte az előadást, mondván, az egyetlen olyan sláger, mely megőrizte eredeti formáját. 2017. július 27-én Madonna különleges meghívást kapott Leonardo DiCaprio éves adománygyűjtő gálájára, Saint-Tropezba, Franciaországba, ahol előadta a dalt, miközben zöld színű tollat viselt.
A dal fado változatát mutatta be Madonna a Madame X Tour (2019–2020) részeként a "Welcome to my Fado Club" című improvizált dalban. A dal átírt szövege a  "Portuguese lullaby" (portugál altatódal), a "Spanish lullaby" (spanyol altatódal) átirattal.
2021. október 9-én Madonna megjelent a The Tonight Show Starring Jimmy Fallon című műsorban, hogy népszerűsítse Madame X turnéfilmjét, majd később meglepetésként fellépett Harlemben, a Dark Ballet, a Crazy, a Sodade, és a "La Isla Bonita" című dalokkal, majd később az utcán sétálva énekelte a Like a Prayer-t a Szent András püspöki templom előtt.

## Feldolgozások, és megjelenések a médiában
Mielőtt Madonna megjelentette volna a dalt, Micaela holland énekesnő 1986-ban már előadta azt, mely a holland kislemezlistán a 25. helyre jutott. 1987-ben a mexikói Byanka adta elő a dalt, mely az USA Hot Latin Songs listán a 45. helyen szerepelt. Elvy Sukaesih indonéz énekesnő a dal Laila Bonita című dalának indonéz nyelvű változatát rögzítette Jangan  Kau  Pergi (1992)-es albumára. Ez a változat nagyon népszerű volt Indonéziában, és több televíziós dalversenyen is előadták, köztük a Bintang Pantura és a D'Academy Asia. Ez utóbbi hat délkelet-ázsiai országot érintett. Alizée francia énekesnő a dalt promóciós turnéján adta elő Európában 2003-ban. 2008-ban egy új stúdió változat jelent meg a Psychédélices című albumon, mely a legjobb airplay slágerré vált Mexikóban. Az indie pszichedelikus népi zenész Jonathan Wilson is feldolgozta a dalt a  Through the Wilderness című albumra.
1999-ben Deetah énekesnő használta fel az "El Paraíso Rico" című dalában az eredeti hangmintákat. A dal zenei mintáit Black Rob is felhasználta Jennifer Lopez 1999-es "Spanish Fly" című dalának egy részében, mely szerepel a "Life Story" című albumán. Andre Nickatina rappel a "Son of an Angel" című dalban használta fel a hangmintákat. A dal szerepel a 2001-es "Unreleased" című albumán. 2004-ben Mase a rapper használta fel a hangmintákat a "My Harlem Lullaby" című dalában.
A dal elhangzik a Family Guy "The Father, the Son, and the Holy Fonz" című epizódjáról, amikor Madonnáról beszélnek, és az egyik karakter Peter Griffin hazugnak hívja, hogy egy nem létező helyről (La Isla Bonita) énekel, és kijelenti, hogy a helyet nem találja a térképen. Britney Spears a "Love 2 Love U" című dalában van hasonlóság a két dal között. A dal 2011. december 2-án szivárgott ki az Internetre. A dalt a FOX Tv-n sugárzott Glee című televíziós sorozatban is bemutatták a "The Spanish Teacher" című epizódban, melynek vendégszereplője Ricky Martin volt, aki mint éjszakai spanyol tanár jelent meg a sorozatban. Martin elénekelte a dalt Naya Rivera-val, aki a Santana Lopez karakterét játssza. A dalt januárban rögzítették, és 2012 februárjában mutatták be, mely a 99. helyezett volt Billboard Hot 100-as listán és a 93. a kanadai Canadian Hot 100-as slágerlistán.

## Számlista
| - US 7" single 1. "La Isla Bonita" (7" Remix) – 4:01 2. "La Isla Bonita" (Instrumental Remix) – 4:20 - US / GER 12" maxi-single 1. "La Isla Bonita" (Extended Remix) – 5:28 2. "La Isla Bonita" (Instrumental) – 5:14 | - AUS / JPN CD Super Mix / Record Store Day 2019 Exclusive Green Vinyl 1. "La Isla Bonita" (Extended Remix) – 5:28 2. "Open Your Heart" (Extended Version) – 10:38 3. "Gambler" – 3:58 4. "Crazy for You – 4:12 5. "La Isla Bonita" (Instrumental) – 5:21 |

## Közreműködő személyzet
- Madonna  – dalszerző , producer , ének
- Bruce Gaitsch  – gitárok ( spanyol és akusztikus gitár ), dalszerző
- Patrick Leonard  – dobprogramok , billentyűzetek , dalszerző, producer
- Jonathan Moffett – dobok
- Paulinho da Costa  – ütőhangszerek
- Michael Verdick – mixek, hangmérnök

## Slágerlista
| Slágerlista (1986–87)                    | Legjobb helyezések |
| ---------------------------------------- | ------------------ |
| Australia (Kent Music Report)            | 6                  |
| Ausztria (Ö3 Austria Top 40)             | 1                  |
| Belgium (Ultratop 50 Flanders)           | 3                  |
| Kanada Top Singles (RPM)                 | 1                  |
| Kanada Adult Contemporary Tracks (RPM)   | 1                  |
| European Airplay Top 50 (Music & Media)  | 1                  |
| European Hot 100 Singles (Music & Media) | 1                  |
| Finland (Suomen virallinen lista)        | 3                  |
| Franciaország (Single Top 100)           | 1                  |
| Németország (Media Control Charts)       | 1                  |
| Izland (RÚV)                             | 1                  |
| Írország (IRMA)                          | 2                  |
| Hollandia (Top 40)                       | 2                  |
| Hollandia (Single Top 100)               | 3                  |
| Új-Zéland (Recorded Music NZ)            | 5                  |
| Norvégia (VG-lista)                      | 5                  |
| Poland (LP3)                             | 1                  |
| Portugal (AFP)                           | 2                  |
| Spain (PROMUSICAE)                       | 8                  |
| Svédország (Sverigetopplistan)           | 3                  |
| Svájc (Schweizer Hitparade)              | 1                  |
| Egyesült Királyság (UK Singles Chart)    | 1                  |
| US Billboard Hot 100                     | 4                  |
| US Adult Contemporary (Billboard)        | 1                  |

| Slágerlista (2017)                    | Legjobb helyezés |
| ------------------------------------- | ---------------- |
| Lengyelország (Polish Airplay Top 20) | 66               |

| Slágerlista (1987)                       | Helyezés |
| ---------------------------------------- | -------- |
| Australia (Kent Music Report)            | 58       |
| Austria (Ö3 Austria Top 40)              | 6        |
| Canada Top Singles (RPM)                 | 22       |
| European Hot 100 Singles (Music & Media) | 1        |
| Germany (Official German Charts)         | 2        |
| Netherlands (Single Top 100)             | 13       |
| Switzerland (Schweizer Hitparade)        | 2        |
| UK Singles (Official Charts Company)     | 17       |
| US Billboard Hot 100                     | 58       |
| US Adult Contemporary (Billboard)        | 34       |

## Minősítések
| Ország                   | Minősítés | Eladás  |
| ------------------------ | --------- | ------- |
| Egyesült Királyság (BPI) | ezüst     | 435.000 |
| Japán (Oricon)           | arany     | 181.290 |
| Németország (BVMI)       | arany     | 250.000 |
| Franciaország (SNEP)     | arany     | 771.000 |